# Giovanni Ventura (medico)
Giovanni Ventura (talvolta Giovanni de Ventura), (fl. XV secolo) è stato un medico della peste per incarico della città di Pavia, medico certificato da una università e in possesso di una laurea.

## Contratto del 1479

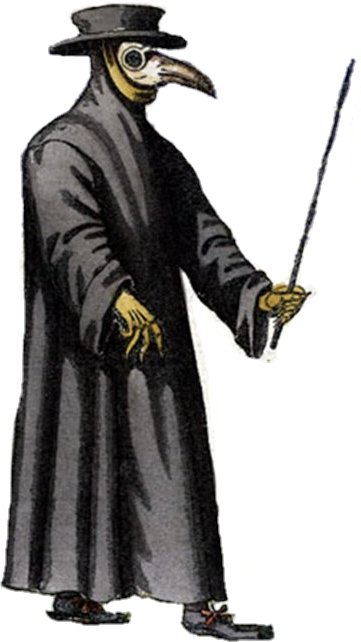
Il costume protettivo indossato da un medico della peste nella città di Roma.

Quando nel 1479 negoziò un vantaggiosissimo contratto in 16 clausole con la città di Pavia che gli affidava l'incarico di medico della peste addetto alla guarigione degli appestati, Ventura aveva appena finito gli studi e desiderava iniziare la carriera medica.
Il salario concordato era di 30 fiorini mensili vale a dire cinque-sei volte quello guadagnato da un professionista esperto del tempo, che si aggirava intorno ai 60 fiorini l'anno contro i 360 guadagnati da Ventura. In più gli venivano riconosciute la piena cittadinanza, una casa ammobiliata in una zona adeguata totalmente a spese del comune e una liquidazione pari a due mensilità a fine contratto.
Non doveva pretendere alcun compenso dagli appestati, dato che già veniva pagato dal comune, a meno che non fossero gli stessi appestati a dargli una ricompensa di loro spontanea volontà. In caso di inadempienza da parte del comune di Pavia, Ventura aveva la facoltà di lasciare l'incarico dandone comunicazione con almeno dieci giorni di preavviso. Inoltre, nel caso fosse deceduto prima della fine del contratto, gli eredi (forse intesi come parenti) non erano obbligati a restituire alcuna somma che il comune avesse anticipato a Ventura.
Ma il beneficio più importante previsto dal contratto era la piena cittadinanza, cosa molto importante dal momento che era un immigrato che proveniva dalla campagna e non un cittadino di Pavia. Ciò gli dava la possibilità di avviare in tale città un'attività ancora più vantaggiosa dal punto di vista economico una volta che il contratto fosse scaduto.
In cambio dei benefici ottenuti, Ventura era tenuto a curare gli appestati di Pavia, limitandosi a trattare solo quelli affetti da peste bubbonica e astenendosi dal trattare pazienti che presentassero altre malattie. Non andava in giro da solo ma accompagnato da una persona appositamente incaricata dal comune che si assicurava che non entrasse in contatto con gli appestati così da non diffonderne il contagio, come specificato nella clausola 16 del contratto:

## Professionalità
Come ogni medico professionista del tempo, Ventura doveva attenersi a determinate regole, che riguardavano il codice deontologico.
Doveva avere buone maniere, essere coraggioso, consapevole del pericolo e non doveva praticare false cure. Doveva essere amichevole, cordiale, gentile, compassionevole, casto, sobrio e misericordioso. Doveva collaborare con i colleghi ed essere di animo buono verso di loro. Doveva inoltre essere saggio e professionale nelle sue prognosi. Allo stesso tempo non doveva essere avido di soldi. Non doveva bestemmiare o usare un linguaggio sconcio e non doveva dare risposte ambigue o fuorvianti.
Ventura doveva essere cortese al tavolo delle autorità cittadine e gentile verso gli ospiti. Doveva essere un uomo di poche parole, trattare i suoi pazienti, in special modo quelle appartenenti al gentil sesso, con dignità e alto senso morale e, sempre riguardo al gentil sesso, non doveva intrattenersi a parlare con la padrona di casa, la figlia e le serve.

## Medico con il becco
A causa dell'abito protettivo che doveva indossare, il medico della peste era anche conosciuto con il nome di Medico con il becco. La sua tenuta consisteva in un soprabito pesante oliato o cerato e in una maschera con delle aperture vetrate per gli occhi e con un cono sagomato a forma di becco dove venivano messe sostanze profumate. Il medico della peste utilizzava un bastone di legno come puntatore per esaminare i pazienti senza toccarli.

## Famiglia
Lo storico Carlo Maria Cipolla ipotizza che Ventura non avesse una famiglia. Sebbene non ci siano informazioni che fanno propendere in un verso o nell'altro, egli ritiene che con ogni probabilità Ventura non aveva né moglie né figli basandosi sulla clausola 4 del contratto del 1479 che non sembra menzionare una casa per la sua famiglia. Ma probabilmente aveva dei parenti in base a quanto afferma la clausola 8, la quale stipulava che, nel caso fosse morto durante il suo incarico, ai suoi eredi non sarebbe stato chiesto di restituire le somme percepite in anticipo senza che Ventura avesse avuto modo di svolgere il servizio che le giustificava.

### Fonti primarie
- Archivio storico della città di Pavia, fascicolo 443

### Fonti secondarie
- (EN)  Byrne, Joseph Patrick, Daily life during the Black Death, Greenwood Publishing Group, 2006, ISBN 0313332975
- (EN)  Byrne, Joseph Patrick, Encyclopedia of Pestilence, Pandemics, and Plagues, ABC-CLIO, 2008, ISBN 0313341028
- (EN)  Ellis, Oliver C., A History of Fire and Flame 1932 , Kessinger Publishing, 2004, ISBN 1417975830
- (EN)  Gottfried, Robert S., The black death: natural and human disaster in medieval Europe, Simon and Schuster, 1985, ISBN 0029123704
- (EN)  King, Margaret L., Western civilization: a social and cultural history, Prentice Hall, 2002, ISBN 0130450073
- (EN)  Miskimin, Harry A., The Medieval City, Yale University Press, 1977, ISBN 0300020813
- (EN)  Pommerville, Jeffrey, Alcamo's Fundamentals of Microbiology, Jones & Bartlett Learning, 2010, ISBN 076376258X

### Altre fonti
- (EN)  A psychological perspective of the Black Death - A Plague Doctor (Master Giovanni de Ventura) by Carlo M. Cipolla